# الانتخابات البرلمانية الكوبية 2018
انتخابات برلمانية في كوبا في 11 مارس 2018 لانتخاب أعضاء الجمعية الوطنية (كوبا) ، إلى جانب انتخابات مجالس المحافظات. الرئيس راؤول كاسترو لن يسعى لولاية جديدة ، وسوف يتم انتخاب رئيس جديد من قبل الجمعية الوطنية الكوبية.